# Csipkerek
Csipkerek község Vas vármegyében, a Vasvári járásban.

## Fekvése
A Kemeneshát középső részén helyezkedik el. Dombos vidéken fekszik, határában erdők és szőlőhegyek találhatók. Főutcája a 7359-es út, amely Batyk és Szemenye külterülete (a 7328-as út és a 8-as főút) között húzódik, összekötve az útjába eső településeket is.

## Nevének eredete
A helységnév feltételezések szerint csipkebokrokkal benőtt, kerek erdőrészre utal, s az összetételi tagok megrövidült ejtéséből származik: csipke + kerek = csipkerek. Emellett ismert egy legenda is, amely más magyarázatot ad a névre:
„Egykor, mikor a szekérkerék még nagy érték volt, egy kereskedőnek éjszakai pihenője folytán valamelyik kereskedőtársa ellopta a kocsikerekét. Reggel a kárvallott ember a maga idegen akcentusával próbálta elmesélni, hogy »megcsíptek kerek«,azaz elcsípték a kocsikerekét. Az egykori szálláshely pedig, ahol ez az eset megtörtént, a mai település őse volt.”
Bármi is volt a falu nevének eredete, már egy 1314-es feljegyzés Chipkerek alakban írva tesz említést róla. A név írásmódjának változásai: 1347-ben Cypkerek, 1773-ban Csipkerék, 1786-ban Cshipkerek, 1828-ban újra Csipkerék, majd 1863-ban a mai helyesírással Csipkerek.

## Története
A falu múltja az ókorig nyúlik vissza, ugyanis a helység határában húzódik az ún. zemenyei út, annak az országútnak a maradványa, amelyet a Római Birodalom épített Rómától Arrabonáig, azaz a mai Győrig. Később ezt az utat kereskedelmi útvonalnak használták.
A települést a török pusztítás után, a 18. század utolsó harmadában újratelepítették. Az új lakosok nagy része horvát és német származású törpebirtokos volt. A mai népesség családnevei között azonban csak kevés idegen eredetűt találni, mert a családok nagy része az idők folyamán magyarosította a nevét. A lakosság számát az 1785-ös népszámlálás 630 főben állapította meg. Ez a népességszám folyamatosan növekedett, míg az 1940-es évben elérte az 1215 főt. A második világháború kissé megállította a népszaporulatot (1946-ban 1199 fő), de az 1950-es népszámlálás újra fellendülést mutatott, ekkor éltek legtöbben Csipkereken: 1250-en.
A település első temploma az Árpád korban épült, a mai temető helyén állt. 1906-ban új templomot építettek. Ugyanebben az évben készült el a mai iskolaépület is. Az 1910-es népszámláláskor a falunak 1016 lakosa volt.
Az első világháború messze elkerülte a települést, de a 250 bevonuló csipkereki férfi közül így is huszonkilencen haltak hősi halált. A két háború között a kisközség kulturális élete, a gépesített gazdálkodás szerepe jelentősen megnőtt. Az iparágak számos képviselője megtalálható volt a faluban: dolgozott helyben asztalos, ács, bognár, cipész, mészáros, kovács, kőműves és szabó. Négy-öt állandó bolt mellett vendéglő és italmérés is volt a településen, s évente háromszor rendezték meg az országos állat- és kirakodóvásárt. Többek között olyan egyesületek működtek a faluban, mint az önkéntes tűzoltó-egyesület, tornakör, leventeegyesület, ipartestület, lövészegylet, színjátszó kör. Ezenkívül három cséplőgép-tulajdonos élt Csipkereken, és sok olyan földbirtokos, akiknek a dohánytőzsdén is érdekeltségük volt.
A második világháború során többször átvonult a front a településen: először a menekülő német katonák, majd az őket üldöző bolgárok és a második ukrán front. Szerencsére senkinek nem esett bántódása, csupán egy pince égett le. A lakosság hálája jeléül, hogy megmenekült a háborús borzalmaktól, beiktatta az istentiszteletbe a „Jézus szíve-péntek” napot, amely az úrnap utáni kilencedik-tizedik péntekre esik.
Az 1956-os forradalom szele Csipkerek lakosságát is megérintette. Véres eseményekre ekkor sem került sor, de a nép hangos felvonulással követelte a beszolgáltatási kötelezettség megszüntetését, majd elégette a beszolgáltatási papírokat.[forrás?]
A szocialista rendszerben több intézmény is épült, mint például a kultúrház, amely jelenleg az orvosi rendelőnek, a polgármesteri hivatalnak, az ifjúsági klubnak, a könyvtárnak és a színházteremnek is otthont ad. A helyi posta szintén itt székelt, de a 2004-ben Csipkereken is bevezették a mobilpostát és a hivatalt bezárták. A kultúrház mellett található a fogorvosi rendelő szolgálati lakással.
A településen 1960-ban alakult meg a termelőszövetkezet, amelybe a lakosság nagy részét beszervezték. Az 1970-es évek körzetesítési hulláma a kisközséget sem kímélte meg. Megszűnt a termelőszövetkezet, az összes kulturális egyesület, valamint az iskola önállósága. Ekkor – a munkahelyek és megélhetőségi lehetőségek utáni elvándorlás következtében – indult meg a lakosság nagy arányú csökkenése. Jelenleg a népességszám 327 fő, s a lakosság túlnyomó része idős ember.
1994-re az új önkormányzat felépíttette a napköziotthonos óvodát, melynek konyháján az óvodásokén túl az iskolások és a nyugdíjasok étkeztetését is megoldják. Az ebédet az önkormányzat kisbusza, a falugondnoki szolgálat hordja ki a távolabb élő idős emberekhez. Az osztatlan csoporttal működő napközi otthonos óvoda részben önálló intézmény, melyet az önkormányzat tart fenn. 2004. szeptember 1-jével gazdasági és racionalizálási okokból megszűnt a részben önálló alsó tagozatos iskola, s helyette – az oktatás színvonalát emelendő – új központi 1-8 osztályos iskola jött létre Csehimindszent központtal. A társulási megállapodás alapján az iskola egy évfolyamának (2. osztály) tanítása azóta is Csipkereken zajlik.

## Közélete

### Polgármesterei
- 1990–1994: Balogh Dezső (FKgP)[3]
- 1994–1998: Balogh Dezső (FKgP)[4]
- 1998–2002: Balogh Dezső (független)[5]
- 2002–2006: Balogh Dezső (független)[6]
- 2006–2010: Balogh Dezső (független)[7]
- 2010–2014: Jóna László Ferenc (független)[8]
- 2014–2019: Jóna László Ferenc (független)[9]
- 2019–2024: Dókáné Léber Katalin (független)[10]
- 2024– : Dókáné Léber Katalin (független)[1]

### Az önkormányzat tevékenysége
Az önkormányzat rendszeresen jelentkezik meghirdetett pályázatokra, amelyeken a településfejlesztést célozzák meg. Ilyen pályázat megnyerésével jutott például birtokába egy kisbusznak, amelyet a lakosság szolgálatába állítottak. 2001. október 28-án került átadásra a helyi gázvezeték-hálózat. A beruházás területfejlesztési tanácsi támogatással, lakossági erő bevonásával valósulhatott meg.
Lakossági szilárd hulladékgyűjtés közszolgáltatás 2003. január 1. óta él a községben. A pályázaton nyert összegből vásárolt tárolóedényeket az önkormányzat biztosította a lakosság részére. 2003. március 14-én fogadta el a képviselő-testület a község rendezési tervét. A terv a község további fejlődésének, fejlesztésének fontos dokumentuma; elkészítése során megyei pályázati támogatáshoz is jutott a község. A folyékony hulladék elszállításának közszolgáltatása 2003. október 1-jén lépett hatályba. Az önkormányzat tervei között szerepel huzamosabb ideje a csatornázás megvalósítása. Hat község összefogásával voltak már próbálkozások pályázati támogatás elnyerésére, ez idáig kevés sikerrel.

## Népesség
A település népességének változása:
| Lakosok száma | 342  | 330  | 326  | 359  | 374  | 391  | 393  |
|               | 2013 | 2014 | 2015 | 2021 | 2022 | 2023 | 2024 |

A 2011-es népszámlálás során a lakosok 88,1%-a magyarnak, 2,1% németnek, 0,3% cigánynak mondta magát (11,6% nem nyilatkozott; a kettős identitások miatt a végösszeg nagyobb lehet 100%-nál). A vallási megoszlás a következő volt: római katolikus 79,8%, felekezet nélküli 0,9% (17,4% nem nyilatkozott).
2022-ben a lakosság 89,6%-a vallotta magát magyarnak, 2,7% németnek, 0,5% cigánynak, 0,3% egyéb, nem hazai nemzetiségűnek (9,1% nem nyilatkozott; a kettős identitások miatt a végösszeg nagyobb lehet 100%-nál). Vallásuk szerint 46,3% volt római katolikus, 0,5% evangélikus, 0,3% református, 0,3% egyéb keresztény, 1,1% egyéb katolikus, 5,3% felekezeten kívüli (46% nem válaszolt).

## Hagyományok
Az itt élők még mindig ragaszkodnak hagyományaikhoz és az egyes falurészek, utcák régi megnevezéséhez. Így a köznyelvben a Kossuth Lajos utca a „Főszeg”, a Petőfi Sándor utca az „Ószeg”, a Dózsa György utca a „Csapás”, a Rákóczi Ferenc utca a „Fő utca”, a Béke utca pedig a „Kutyor”.
A hagyományok közül nem veszett ki a szüreti bál, a betlehemezés, a farsangolás, a húsvéti locsolás, a pünkösd és a búcsú szokása sem, sőt egyes családoknál még mindig dívik a lucázás és a korbácsolás. Sajnos azonban már a múlté az Iparosbál, a Tűzoltóbál, a Madarak és fák napja, amelyen a gyermekeket a Mikosdi-kastély vadas parkjába vitték kirándulni. Továbbá elmúlt az a szép nap, amit húsvét hétfőjén tartottak, mikor a helybeliek és az erre a napra hazalátogató csipkerekiek egy közös vidám találkozót rendeztek, amelyen az idősek beszélgettek, a fiatalok játszottak és vetélkedtek egymással.

## Nevezetességei
- Templomának titulusa: Szent Anna.
- Kultúrháza 2006 szeptemberében került átadásra, melyben működik a falu könyvtára valamint a Hegyhátjóléti szolgálat által támogatott idősek klubja.
- Iskolája a Közös Önkormányzati Általános Iskola része.